# GrafX2
GrafX2 es un editor gráfico de mapa de bits inspirado en los programas de Amiga Deluxe Paint y Brilliance. Es software libre y distribuido bajo la licencia GNU General Public License.

## Historia
GrafX2 era un programa de MS-DOS desarrollado por Sunset Design de 1996 a 2001
. Era distribuido como freeware, y era uno de los editores gráficos más utilizados en la demoscene.  El desarrollo se detuvo debido a la falta de tiempo de los desarrolladores. Así que  liberaron el código fuente bajo el la licencia GNU GPL.
Una versión para Windows fue desarrollada por el Eclipse demogroup y presentada en la fiesta State of the art en 2004, pero el código fuente de esta versión no parece estar disponible en ningún sitio.
En 2007, un proyecto empezó a portar el código fuente de la versión de MS-DOS original a la biblioteca SDL (Simple DirectMedia Layer). El objetivo era proporcionar una herramiente de edición de píxel art para GNU/Linux, pero SDL también permitió portar fácilmente a muchas otras plataformas, incluyendo Windows. El desarrollo de proyecto continuó en esta nueva versión añadiendo las características que faltaban del lanzamiento original de código abierto y de la primera versión portada a Windows.

## Características y especificidades
Lo que hacía interesante a GrafX2 cuando fue liberado en 1996 era la capacidad de mostrar imágenes en la mayoría de las resoluciones disponibles en Amiga. Esto permitía usar el programa como visor de imágenes para usuarios de PC. Esto se hizo mediante programación a bajo nivel de la tarjeta de vídeo, utilizando los X-modes combinados con configuraciones VESA. El port SDL normalmente funciona en plataformas que usan pantallas de resoluciones altas, así que puede utilizar escalado por software para emular resoluciones bajas. Las opciones de escalado incluyen muchos píxeles no cuadrados, esto permite la edición de imágenes pensadas para ser mostradas en antiguos microordenadores de 16- o 8-bit, los cuales tienen esos modos de vídeo.
Todas las versiones del programa están diseñadas para dibujar en modo de color indexado, usando hasta 256 colores. Un editor de paleta permite operaciones muy precisas en la imagen y su paleta. Estas funciones son muy preciadas para juegos de consola o móvil donde algunos índices de color concretos en las paletas se utilizan para crear algunos efectos especiales: intercambios de Paleta, Color Cycling, color transparente para los sprites.
La interfaz de usuario se maneja con ratón, y una barra de herramientas con herramientas comunes y algunas ventanas modales. Para aumentar la productividad con respecto a funciones utilizadas frecuentemente, existe un extenso sistema de atajos de teclado.
El usuario puede dividir el área de edición en dos: tamaño normal en el izquierdo, y ampliado en el derecho. Dibujar en el área ampliada permite un mayor control con el ratón.
Los conceptos de dibujo básicos están claramente inspirados en Deluxe Paint, e incluyen:
- Una brocha:  es una  forma monocroma predeterminada, o una pieza de bitmap de color hecha por el usuario. La brocha aparece  "pegada" bajo el cursor del ratón,  da una previsualización ajustada.
- Una herramienta que coloca la brocha en la imagen en varios sitios: Dibujo libre, línea recta, círculo, curva, airbrush...
- Opcionalmente, varios Efectos que cambian la manera en que están dibujados los píxeles: Por ejemplo el modo de Sombra ignora el color de cepillo y aclara u oscurece la imagen según el botón de ratón utilizado (y según las gamas de color definidas por el usuario). Algunos de los efectos son normales para un programa de dibujo de 24bit RGB (Transparencia, Suavizando, Smearing), pero su efectividad en GrafX2 está limitado según los colores predefinidos en la paleta.

El port SDL actualmente funciona en muchos sistemas de ordenador, habiendo sido probado en  sistemas comunes como Linux, FreeBSD, Windows, Mac OS X, y en otros menos comunes como AmigaOS 3.x en 68k, AmigaOS 4.0 en PPC, BeOS y Haiku, MorphOS en PPC, AROS en x86, SkyOS, Atari MENTA en Atari Halcón030 y Atari TT. Incluso ha sido portado a la consola portátil GP2X, y la versión de Windows puede ser utilizada en MS-DOS usando HX DOS Extender.

## Relación con la demoscene
El primer lanzamiento de GrafX2 se llevó a cabo en la demoparty Wired 96. La herramienta se desarrolló principalmente para demomakers.
Esto explica la presencia de las características específicas de antiguos ordenadores, porque los demosceners a menudo utilizan esta clase de hardware.
Hoy, el programa se usa mayormente para Píxel Art, no necesariamente en relación con las demos o con hardware viejo y limitado.

## Formatos de archivo soportado
- PKM (Sunset Design) (Este es un formato utilizado solo por GrafX2. Se creó en la primera versión como una manera fácil de salvar imágenes, antes de que el formato gif funcionase perfectamente en el programa)
- BMP (Microsoft, formato de archivo BMP)
- CEL, KCF (K.O.S. Kisekae Set System)
- GIF (Compuserve)
- IMG (Bivas)
- LBM (Eelectronic Arts) (Soporte para archivos de Deluxe Paint, y también para muchos otros programas de edición de imágenes de Amiga)
- PAL
- PCX (Z-Soft)
- PI1, PC1 (Degas Elite)
- PNG (Portable Network Graphics) (solo enWindows y ports SDL)
- SCx (Colorix)
- NEO (NeoChrome)
- C64 (formatos de imagen de Commodore 64) (Koala Painter, CDU-Paint, FLI, etc.)
- CPC (formatos de imagen de amstrad CPC)(PPH, CM5, etc.)
- JPEG (solo carga, no guardado)
- TGA (Truevision TGA solo carga, no guardado)
- TIFF (Aldus)
- RECOIL Puede ser usado para cargar muchos formatos de archivo nativos de ordenadores obsoletos.